# Dirphya angustifrons
Dirphya angustifrons är en skalbaggsart som först beskrevs av Edgar von Harold 1878.  Dirphya angustifrons ingår i släktet Dirphya och familjen långhorningar.
Artens utbredningsområde är Angola. Inga underarter finns listade i Catalogue of Life.